# 希克曼 (特拉華州)
希克曼（英語：Hickman）是位於美國特拉華州肯特縣的一個非建制地區。

## 地理
希克曼的座標為38°49′59″N 75°43′22″W / 38.83306°N 75.72278°W，而該地的平均海拔高度為16米（即52英尺）。